# Hydrogenfosforečnan draselný
Hydrogenfosforečnan draselný je anorganická sloučenina se vzorcem K2HPO4. Jedná se o draselnou hydrogensůl kyseliny fosforečné.

## Použití
K2HPO4 se používá jako hnojivo (často), přídatná látka (E 340) v potravinářském průmyslu (jako regulátor kyselosti, stabilizátor a zdroj fosforu) a v chemii jako součást pufrovacích roztoků.

## Vlastnosti
pH vodného roztoku hydrogenfosforečnanu draselného je přibližně neutrální (~7) až mírně zásadité. Zahříváním v prostředí absorbujícím vodu vzniká difosforečnan draselný:
2 K2HPO4 → K4P2O7 + H2O.
Jakožto potravinářská přídatná látka je všeobecně považovaný za bezpečný podle vyjádření FDA. Také je používán v bezmléčných šlehačkách k prevenci koagulace.

## Podobné sloučeniny
- Hydrogenfosforečnan sodný
- Dihydrogenfosforečnan draselný
- Fosforečnan draselný
- Difosforečnan draselný
- Hydrogenfosforitan draselný
- Hydrogenarseničnan draselný